# Capital (economia)
Capital en ciències econòmiques, és el conjunt de mitjans de producció, ja siguin reals o monetaris, que es poden reproduir amb l'acció d'una unitat productiva i son susceptibles d'originar un benefici econòmic. És un dels tres factors de producció, sent els altres les matèries primeres i la mà d'obra, que permeten la producció de béns creats pels humans, en contrast amb les matèries primeres. El capital no es fa servir immediatament en el procés de producció, a diferència de les primeres matèries o dels béns intermedis.
La teoria econòmica distingeix el capital tècnic, que suposa el conjunt de béns materials directament relacionats amb l'explotació econòmica com les instal·lacions, edificis, primeres matèries, maquinària, o eines entre d'altres elements, i el capital comptable que suposa la valoració monetària amortitzable representada en els comptes del capital tècnic. L'economia de l'empresa defineix el capital fix que formen els béns duradors com terrenys, maquinària o edificis que no es transformen en diner en l'exercici econòmic, i el capital circulant que formen els béns com primeres matèries, mercaderies o estocs que es consumeixen en la producció o activitat comercial en un exercici i que es poden vendre per transformar en diners. Des del punt de vista jurídic el capital son el conjunt de drets de l'empresa que recauen sobre el capital: titulars d’accions i creditors de les operacions comercials.
Karl Marx a la seva teoria va definir el capital variable com la inversió d'un capitalista en el poder del treball, que es considera l'única font de valor excedent. És "variable" atès que la quantitat del valor que pot produir difereix de la quantitat que consumeix, i crea un nou valor. D'altra banda, el capital constant es refereix a la inversió en factors no-humans de la producció, en les plantes i la maquinària, que per Marx només contribuïa amb el seu valor de reemplaçament. És "constant" atès que la quantitat de valor que es fa servir a la inversió original, i la quantitat de valor que es recupera en els productes finals, roman constant.
La inversió en l'acumulació de capital en la teoria de l'economia clàssica és l'acte d'incrementar el capital. Per a invertir, els béns han de ser produïts, i no s'han de consumir immediatament sinó que han de ser utilitzats per a produir altres béns com a mitjans de producció. La inversió està relacionada amb l'estalvi, però no són conceptes iguals. L'economista John Maynard Keynes va fer la diferència: estalviar és no gastar tota la renda en béns i serveis actuals, mentre que la inversió es refereix a la despesa en un tipus específic de béns, els béns capitals.

## Definició clàssica
En ciències econòmiques el capital és la quantitat de recursos, béns i valors disponibles per a satisfer una necessitat o per a dur a terme una activitat definida i generar un benefici econòmic o guany particular. Sovint es considera la força de treball part del capital. També el crèdit, atès que implica un benefici econòmic en la forma d'interès, és considerat capital financer.
Els béns de capital, que inclouen fàbriques, maquinària, eines, i diversos edificis, en contrast amb els béns de consum i les primeres matèries que s'utilitzen en la producció de béns, són utilitzats en la producció de capital físic i es refereixen com a béns de capital real dels productes que s'utilitzen en la producció d'altres productes, sense incorporar-se a aquests productes. Molts productes poden ésser classificats com a béns de capital o béns de consum d'acord amb el seu ús, com els automòbils i ordinadors personals, i la majoria d'aquests béns de capital són també béns duradors.
Els béns de capital són també diferents del capital financer. Els béns de capital són objectes reals de la propietat d'entitats —persones, governs i altres organitzacions—, a fi d'obtenir un rendiment positiu d'algun tipus de producció.
L'activitat que es duu a terme pot ser la producció, el consum, la inversió, la constitució d'una empresa, etc. Quan aquest capital es destina a la producció, es converteix en un factor de producció. El capital es pot acumular amb el temps, i les seves tornades (renda) poden ésser utilitzades o reutilitzades per augmentar el capital original.

### El valor i la conceptualització del capital

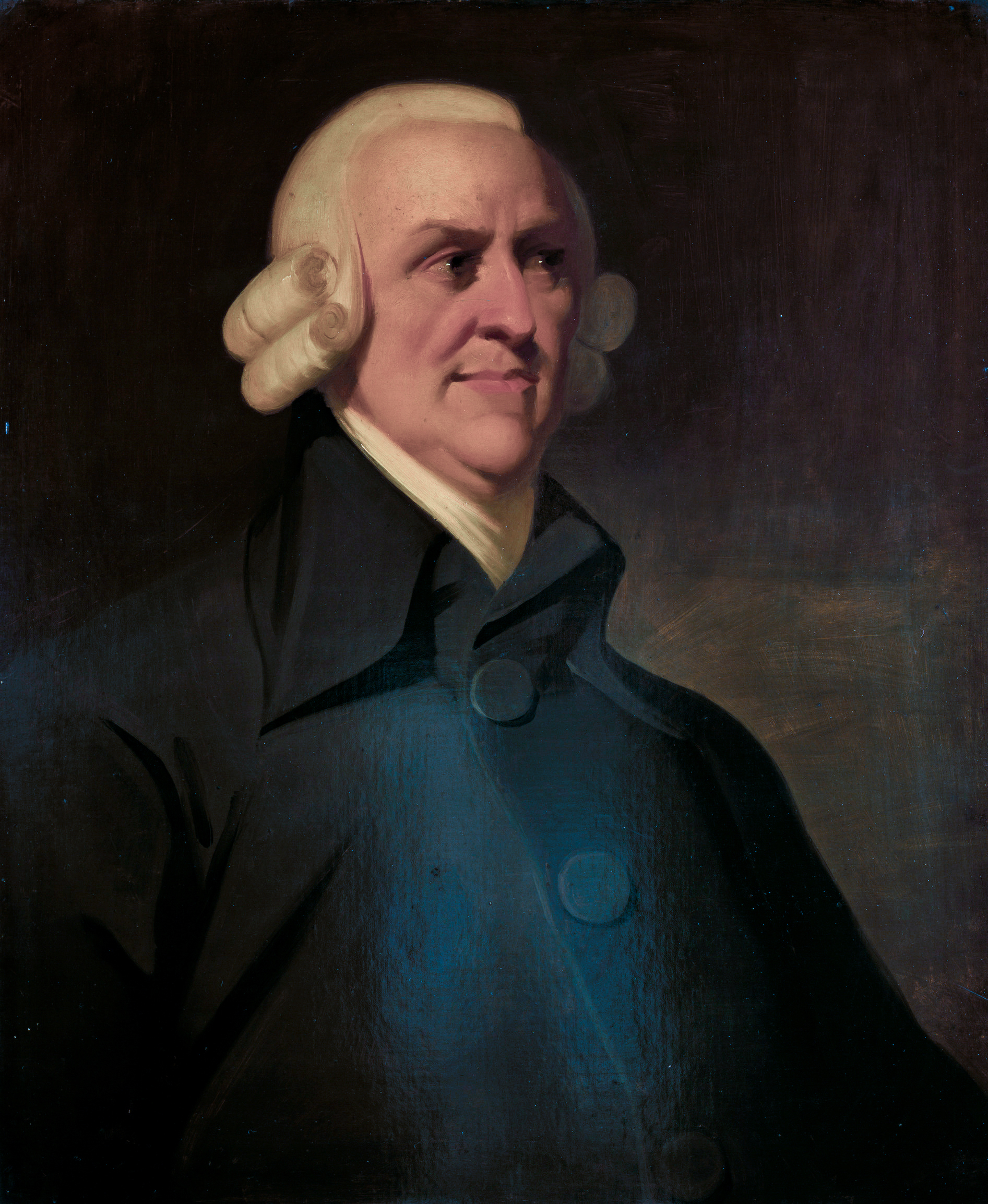
Retrat d'Adam Smith per un artista desconegut, conegut com el "retrat de Muir" en honor a la família que en va ser propietària

La conceptualització del capital està lligada a la conceptualització del treball, ja que ambdues s'influencien mútuament amb la teoria adoptada sobre el valor econòmic dels béns i, per tant, amb els mitjans per a crear-los.
Els economistes anomenats clàssics Adam Smith i David Ricardo van definir la teoria del valor treball seria sistematitzada per John Stuart Mill en conjunt amb la resta de les qüestions tractades pels clàssics en un esquema integral d'economia política, mentre que Karl Marx insistiria en la teoria del valor treball, però aquesta vegada com a base per a una crítica al concepte mateix d'economia política.
La revolució marginalista de William Stanley Jevons, Léon Walras i Carl Menger va reemplaçar la concepció dels clàssics sobre el valor i el seu concepte econòmic del treball i el capital, referint-ho ara a la utilitat marginal, canviant així la determinació de la producció i la distribució a la circulació, o sigui, al consum. A diferència dels clàssics, que, o bé deduïen el valor del capital físic del treball invertit en ell, o bé del capital en si mateix, els marginalistes ho trobaven en la utilitat mateixa del préstec del capital.
Els sistematitzadors dels diferents corrents marginalistes Alfred Marshall, Vilfredo Pareto i Eugen von Böhm-Bawerk es van dividir en dues posicions oposades: l'escola neoclàssica, representada per Marshall, fent una síntesi entre Mill i el marginalisme de Jevons, concebria al valor com a resultat de la interacció entre una demanda basada en la utilitat del consumidor en termes marginals, i una oferta basada en els costos de producció, però aquesta vegada no mesurats des dels seus preus sinó des de la productivitat marginal dels factors de producció, tornant així a la concepció clàssica del capital, però sobre més sòlids fonaments marginalistes; i l'escola austríaca, representada per Böhm-Bawerk, continuador encara que amb certes variacions del marginalisme pur i subjectivista de Menger, analitzaria en profunditat la qüestió del capital, i arribaria a una definició que, encara que conciliable amb els clàssics, part de premisses diferents i més relacionables amb el primer pensament d'Adam Smith, anterior al seu magnus opus, amb l'obra de Richard Cantillon i amb la mateixa línia continuada per Jean-Baptiste Say, més afí a la posició austríaca.
Paradoxalment, la interpretació austríaca del capital acabaria, a través de les obres de John Hicks sobre el particular, essent la més adoptada per la resta de l'acadèmia d'orientació neoclàssica, encara que en una forma simplificada i amb importants diferències respecte a l'origen de l'interès (Hicks, 1973). De la mateixa manera, la crítica de Böhm-Bawerk a les inconsistències lògiques de les teories de l'explotació neoricardiana i marxiana, seria la que finalment es convertiria en pràcticament clàssica hagut de, entre altres raons, al fet que és fàcilment conciliable amb gairebé totes les posicions preses en l'espectre del pensament econòmic.
La precisa definició de Bohm-Bawerk del capital com es fa servir en els tres volums de Capital i interès, es presenta de la següent manera com a solució al caos de definicions que enfrontava l'economia política:
| «                       | El capital no és una altra cosa que la suma total dels productes intermedis que entren en vigor en les diferents fases del curs en rotonda de la producció d'un bé | » |
| — Eugen von Böhm-Bawerk | |   |

Després es distingirà conceptualment al capital en dos elements econòmics qualitativament diferents: el capital-mitjà de producció, entès com els béns de producció, i el capital privat, com a drets de propietat sobre el capital en funció d'una forma d'adquisició —la privada i independent— que depengui directament i internalitzi com a interès la utilitat del mateix.

### L'interès i la productivitat del capital
L'interès del capital està explicat per Eugen von Böhm-Bawerk de manera diferent de la clàssica, però és extrapolable, ja que es basa en el préstec del capital o bé en l'avançament per part del seu propietari, sigui aquest el seu creador directe o indirecte i resumeix els significats possibles de la productivitat del capital des de la qual podria explicar-se l'interès:
| «                       | Així, doncs, una tesi tan senzilla aparentment com la productivitat del capital tanca, segons hem vist, quatre accepcions clarament diferents, que resumirem aquí per a major claredat, agrupant-les en dues parelles disjuntives de conceptes. Tenim, en efecte, que el capital pot produir mercaderies, pot produir més mercaderies de les que podrien produir-se sense aquest capital, el capital pot produir més valor del que podria produir-se sense aquest capital, i pot produir més valor del que ell mateix té. | » |
| — Eugen von Böhm-Bawerk | |   |

| «                             | Què es proposa i què ha de proposar-se necessàriament el problema de l'interès? Senzillament, investigar i exposar les causes que fan fluir cap a les mans dels capitalistes un dels braços del gran riu de béns que brolla any rere any de la producció nacional d'un poble. Aleshores, sense cap mena de dubte, d'un problema que afecta la distribució dels béns. | » |
| — Eugen von Böhm-Bawerk, 1884 | |   |

Sobre aquestes definicions, separades o combinades, diferents autors han intentat donar les seves pròpies explicacions: la productivitat simple de Smith, criticada per Say, la concepció complexa de la productivitat de Thomas Malthus i Eduard Adolf Strasburger entre d'antres, les teories de l'ús de Hermann i Menger, la teoria de l'abstinència de Nassau William Senior i Frédéric Bastiat, les teories del treball i les teories de l'explotació de Sismondi, Johann Karl Rodbertus i Marx, i altres concepcions eclèctiques com les de Gustave de Molinari, Jevons i Mill. Contra totes aquestes teories, Böhm-Bawerk en presenta la pròpia, que després seria polida, criticada i corregida pels seus successors austríacs: Friedrich von Wieser, Frank Fetter, Ludwig von Mises, Ulrich Fehl, Ludwig Lachmann, i particularment per Friedrich August von Hayek, que desenvoluparia una completa teoria del capital, i aconseguiria per primera vegada que es tractés la qüestió més enllà de la seva relació amb la taxa d'interès fins al coneixement interior de l'estructura productiva del capital, i la integraria, finalment, amb la teoria del cicle econòmic.

### La propietat i l'estructuració del capital

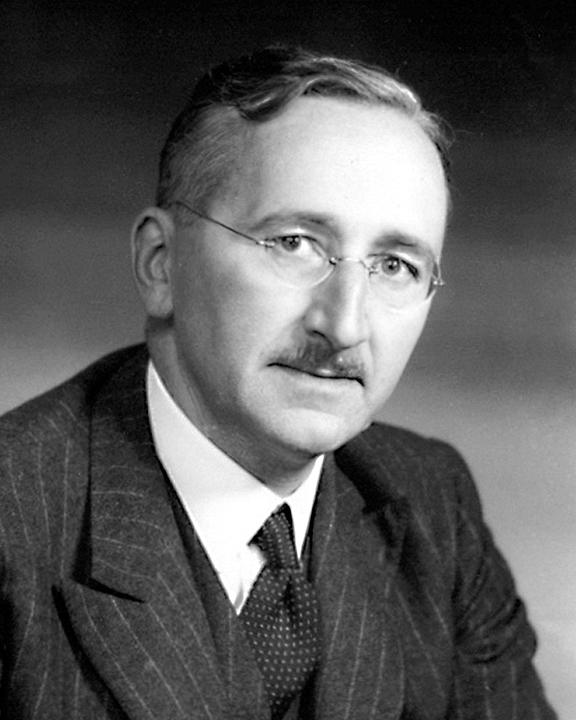
retrat de Friedrich Hayek

La idea de Friedrich August von Hayek sobre el capital, encara que tècnica i dirigida a entendre primer l'estructura de la producció des de cada capital particular, entronca per l'origen de la seva anàlisi amb la de l'economista peruà Hernando de Soto Polar, pel qual la qüestió de la necessitat de la dispersió de la informació subjectiva es transforma en la productivitat mateixa de l'evolució en què les delimitacions objectives de l'assignació de la informació es concreten a través de la propietat al mercat, i explica així al capital en un sentit social global i reedita la interpretació marxiana. Encara que partís de sistemes diferents als dels austríacs i neoclàssics, l'autor reelaboraria com a productiva la funció de la propietat en relació amb el capital, que Marx només veia com a útil i fins a "productiva" perquè era necessària per forçar al treball a modificar-se a si mateix a través d'i per a la creació compulsiva de plusvàlua, almenys fins a trobar un límit al capital mateix. La revisió crítica del concepte marxià de valor com a treball incorporat, implica entendre la propietat com una institució creadora en si mateixa de plusvàlua, i explica així per què és vital la seva existència per al capital:
| « | Per això és crucial reconèixer els paradigmes marxistes latents i després afegir-los el que hem après al segle transcorregut des que va morir Marx. Avui podem demostrar que si bé Marx va veure clar que és possible generar una vida econòmica paral·lela als actius físics mateixos (i que "les produccions del cervell humà apareixien com a éssers independents dotats de vida"), no va arribar a captar del tot que la propietat formal no és un simple instrument d'apropiació sinó també un mitjà per encoratjar la creació del genuí valor addicional utilitzable. Tampoc va advertir que els mecanismes continguts en el sistema de propietat mateix són els que donen als actius i al treball invertit en ells la forma requerida per a la creació de capital. […] Marx va comprendre, millor que ningú en el seu temps, que en economia no hi ha major ceguesa que la de considerar els recursos exclusivament en termes de les seves propietats físiques. Ell era molt conscient que el capital era "una substància independent... en la qual els diners i les mercaderies són meres formes que assumeix i de les quals es desprèn en el seu moment". Però va viure en una època en què per ventura encara era massa ràpid per veure com la propietat formal podia, mitjançant la representació, fer que aquests mateixos recursos exercissin funcions addicionals i produïssin valor excedent (plusvàlua). En conseqüència, Marx no va advertir que pogués estar en l'interès de tots ampliar l'espectre dels beneficiaris de la propietat. […] Marx no va comprendre del tot que la propietat legal és el procés indispensable que fixa i desplega capital; que sense propietat formal la humanitat no pot convertir el fruit del seu treball en formes fungibles, líquides, que poden ser diferenciades, infinitament combinades, dividides i invertides per produir valor excedent. | » |

La comprensió del fenomen investigat per De Soto implica que els diners com a capital expressen en termes monetaris molt més que una quantia de treball abstracte o l'eficiència d'un negoci determinat, sinó que el preu és una destil·lació quantitativa del nivell de correcció en la distribució qualitativa de tota la producció concreta en un mercat —divisió social del treball—, la mesura del qual només es preserva com a informació real del valor d'un bé determinat en tant que expressi una assignació de recursos que hagi estat establerta mitjançant relacions basades en aquesta mateixa forma d'adquisició. En conseqüència, el misteri després del capital ha de buscar-se més enllà del temps de treball, de les enginyeries de producció, de la gestió tècnica o de la capacitat empresarial, si no en la propietat que fa aquests factors possibles, i els efectes immediats de les quals són que els béns materials es transformin en actius amb un potencial econòmic, i que, com a corol·lari necessari, aquesta informació dispersa s'integri en un sol sistema després de ser generada.
Més enllà del camí obert per De Soto per a la comprensió del capital, la seva problemàtica i la seva importància es reflecteix, per gairebé tots els historiadors del pensament econòmic, en la quantitat d'estudis, apologètics o crítics, clàssics o marxistes, que s'han fet sobre el mateix sense arribar, fins al moment, a una resolució definitiva; al punt que ni tan sols els representants d'aquests diferents corrents interpretatius arriben internament a un acord sobre el tòpic.

## Definició marxista

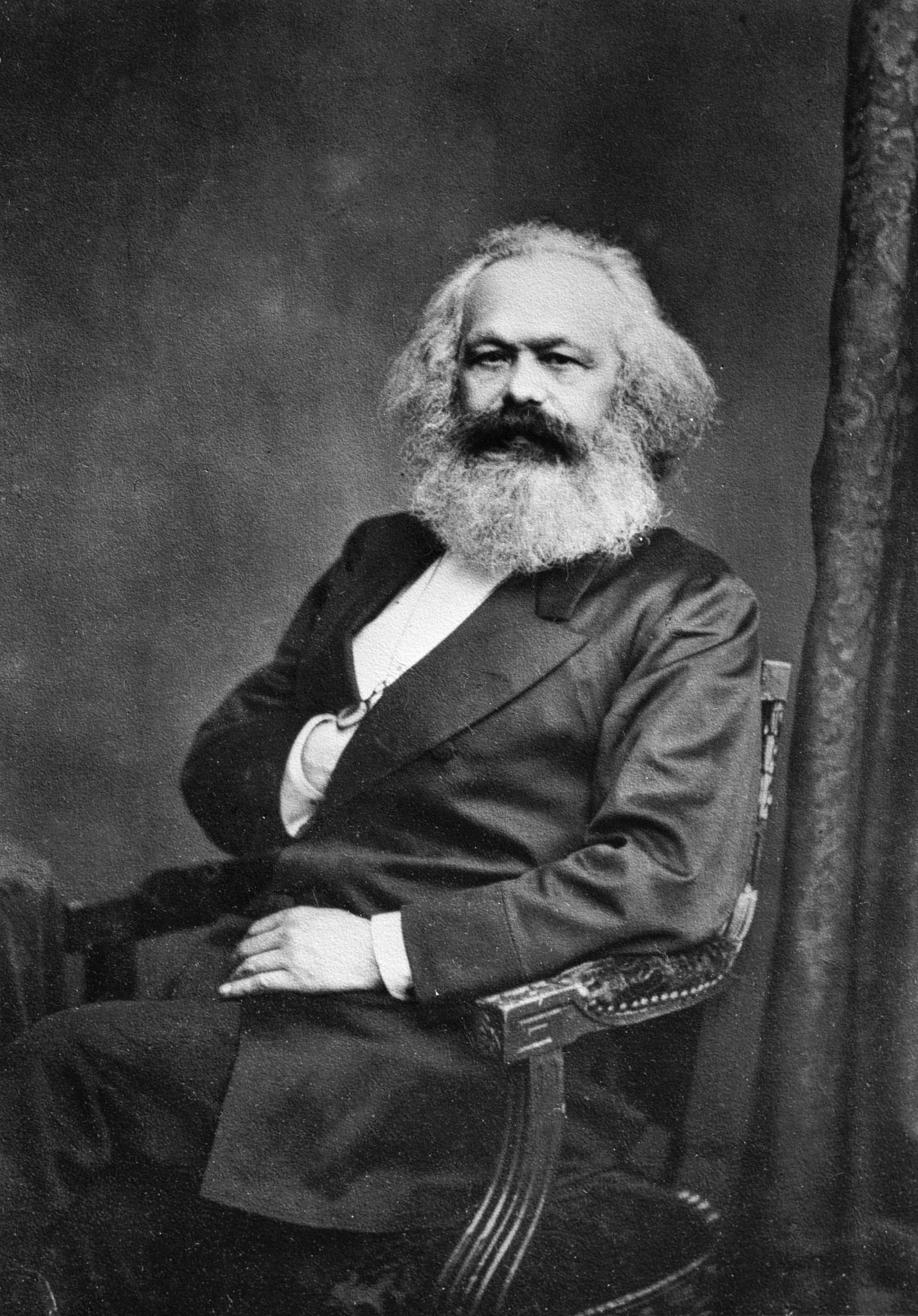
retrat de Friedrich Hayek

Pel marxisme, la definició clàssica és una naturalització del capital com a relació social, i la seva definició lligada a la materialitat tècnica emmalaltiria de certes deficiències per agrupar en un mateix concepte a objectes que, des de la seva perspectiva, serien qualitativament molt diferents, creant així la dificultat de definir les unitats en què es mesura el capital.
A l'obra de Karl Marx, el capital es defineix en dos moments: en la circulació i en la producció.
En la circulació, el capital són aquells diners en el procés de circular amb la finalitat d'obtenir més diners —només en una societat mercantil com la capitalista els diners deixen de ser un mitjà de circulació i passen a ésser una expressió del "valor", que després, gràcies al seu ús com a capital es converteix en una fi en si mateix—, però encara que el sorgiment del capital necessàriament ha d'iniciar-se en la circulació, ha de continuar-ne fora, ja que el guany en diners no pot explicar-se en forma pura dins de l'intercanvi, sinó en la producció.
Definint el valor com el reflex objectivat de la quantitat de treball humà abstracte invertit en una mercaderia que s'expressa en la seva canviabilitat i en el seu poder social, i la condició del qual d'existència com forma-valor és que aquesta mercaderia sigui forçosament tal per haver estat produïda en forma privada com a part d'una economia basada en l'intercanvi mercantil com és el cas de la capitalista, a diferència del que esdevindria amb les mercaderies produïdes en els ordres socials premoderns, aleshores, en el procés de producció, el capital només pot definir-se com aquell "valor que es valoritza".
L'anomenada força de treball seria, en el sistema marxià, l'únic element productiu convertit en mercaderia que, a diferència d'altres màquines, és capaç de crear més valor (més treball) que el valor que porta i va ésser invertit en aquesta. Però és condició de l'anterior que el treball passa a formar part del capital només en tant que la seva capacitat de produir valor es transforma en mercaderia. És així que el capital com a procés requereix ésser alhora una relació social en la qual han d'existir propietaris lliures de mercaderies que siguin objectes i no subjectes del procés social, essent la relació social mateixa (el capital) el subjecte de la producció.

### Les condicions històriques per a l'existència del capital
Els objectes socials del procés del capital són: el treballador propietari de la seva força de treball i el capitalista propietari dels mitjans i eines de producció, sense que cap dels dos tingui control conscient sobre el procés social general de producció, i sent condició que ni el capitalista sigui propietari de la força de treball utilitzada, ni la pròpia ni l'aliena en forma d'esclavatge, ni el treballador sigui propietari dels mitjans de producció. El treballador deu així ser lliure de posseir i administrar la seva pròpia força de treball, amb la qual cosa potencialment pot convertir-se en capitalista, però alhora cal que ell mateix, pres ja com a conjunt o classe socia, es trobi "alliberat" de posseir les eines de producció, la qual cosa succeeix gràcies al resultat social d'aquest mateix procés que ho requereix per a la seva pròpia eficiència, o sigui, com a conseqüència d'una producció organitzada per actors socials en forma privada i independent dins del context de la propietat individual alienable o burgesa. No obstant això, aquest procés de coerció intraeconòmica, en el model de Marx, ha de començar amb una primera despossessió (extraeconòmica) perquè se d'inici al procés d'acumulació de capital que recentment després pot retroalimentar-se.

### Les classes mercantils: objecte del desenvolupament del capital
La força de treball és la generadora del "treball socialment necessari", o temps de treball mínim per capita que en una societat es pot dedicar per a la fabricació d'una mercaderia determinada en una quantitat donada. Aquest temps es divideix en: 1) el treball invertit, que és equivalent en valor a les mercaderies necessàries per al manteniment de la mateixa força de treball en tant tal a través dels béns de consum que requereix, i 2) el treball excedent és el temps restant de treball per completar el període de treball necessari en la fabricació d'aquesta mateixa mercaderia, superior al treball necessari per al manteniment d'aquella força i que, per tant, agrega valor a partir dels béns de producció que utilitza. Resulta així que, mentre el primer és necessàriament pagat a l'obrer, el segon no ho és, i la relació entre l'un i l'altre és la trucada taxa d'explotació.
En tant que el valor és la representació social del treball i el plusvalor la representació social del treball excedent, el plusvalor (o plusvàlua) possibilita que el treball excedent es transformi al seu torn en el mitjà de creació de més plusvalor, que és la forma de subsistència del capitalista que se n'apropia després de comprar la força de treball. I sent els diners l'expressió del valor, o sigui, del poder social portat en la mercaderia per organitzar el treball aliè inconscientment a través del mercat, els diners com a capital passa a ser el poder social plausible de ser monopolitzat d'organitzar el treball en funció de la creació de més capital, i que depèn de la competència permanent en cerca del major plusvalor per part de l'objecte humà destinat per a aquest fi: el capitalista.

### La relació entre la producció de mercaderies i el capital
En conjunt, tenint en compte la circulació i la producció, el capital seria el treball humà general que ha esdevingut el subjecte del procés de vida dels éssers humans, o sigui, del procés de producció (Caligaris i Fitzsimons, 2012), i és en el significat històric d'aquest fenomen on resideix la importància del capitalisme. Segons Marx, aquest ordenament autònom de la voluntat humana (gairebé absent o perifèric en les relacions socials directes de les societats precapitalistes o no-mercantils), pren la forma de capital que la sotmet i la força a acumular i així revolucionar contínuament les forces productives. I això és així perquè ha de trobar-se al capdavant de tota la societat mercantil perquè pugui existir el valor-treball com a mesura, que és el que al seu torn possibilita vincular unitats de producció privades i autònomes en el procés sencer de mercat. D'aquesta manera, treballadors assalariats i capitalistes es troben enfront de les condicions objectives de producció com un ens aliè, o sigui, com a capital, i són al seu torn un producte necessari i inseparable del capital:
| « | Si […] la transformació dels diners en capital suposa un procés històric, que ha separat les condicions objectives del treball, que les ha automatitzat contra els treballadors, d'altra banda, l'efecte del capital, una vegada que ell ja ha sorgit, i el seu procés, consisteixen a sotmetre tota la producció i a desenvolupar i estendre pertot arreu la separació entre treball i propietat, entre el treball i les condicions objectives del treball. Es veurà en el desenvolupament posterior com el capital aniquila el treball artesanal, a la petita propietat de la terra en la qual el propietari treballa, etc., i a si mateix en aquelles formes en què no apareix en oposició al treball, al petit capital i en les espècies intermèdies, híbrides, situades entre les maneres de producció antics (o les formes que aquests assumeixin com a resultat de la seva renovació sobre la base del capital) i la manera de producció clàssica, adequat, del capital mateix. […] En el cas de l'artesania urbana, per més que estigui essencialment basada sobre l'intercanvi i la creació de valors de canvi, l'objectiu fonamental immediat d'aquesta producció és la subsistència com a artesà, com a mestre artesà, en conseqüència el valor d'ús, no l'enriquiment, no el valor de canvi com a valor de canvi. Per això, a tot arreu la producció està subordinada a un consum pressuposat, l'oferta està subordinada a la demanda i s'amplia només lentament. La producció de capitalistes i treballadors assalariats és llavors un producte fonamental del procés de valorització del capital. L'economia usual, que només té en vista les coses produïdes, s'oblida d'això per complet. Quan en aquest procés el treball objectivat és posat al mateix temps com no objectivitat del treballador, com a objectivitat d'una subjectivitat contraposada al treballador, com a propietat d'una voluntat aliena a ell, el capital és al mateix temps necessàriament el capitalista i la idea d'alguns socialistes que necessitem el capital, però no als capitalistes, és enterament falsa. En el concepte del capital està posat que les condicions objectives del treball (i aquestes són el propi producte del capital) assumeixin enfront d'aquest una personalitat o, la qual cosa és el mateix, que siguin posades com a propietat d'una personalitat aliena. En el concepte del capital està contingut el capitalista. No obstant això, aquest error no és de cap manera major que el de tots els filòlegs, p. ex., que parlen de capital en l'Antiguitat, de capitalistes romans, grecs. Això és només una altra manera de dir que a Roma i Grècia el treball era lliure, la qual cosa difícilment aquests senyors estarien disposats a afirmar. El que als amos de plantacions a Amèrica no només els cridem ara capitalistes, sinó que el siguin, es basa en el fet que ells existeixen com una anomalia dins d'un mercat mundial basat en el treball lliure. Si es tractés de la paraula cabdal, que no apareix entre els antics, les hordes que encara vaguen amb les seves rajades per les estepes de l'Àsia septentrional serien els majors capitalistes, doncs originàriament capital significa bestiar, per la qual cosa el contracte d'intermediació que, per efecte de la falta de capital, és encara freqüentment celebrat en el sud de França es diu precisa i excepcionalment a bail de bestes a cheptel. Si ens aventuréssim en un mal llatí, els nostres capitalistes o capitals homines serien aquells "qui debent censum de capite". En la determinació del concepte de capital es presenten dificultats que no existeixen en el cas dels diners: el capital és essencialment el capitalista, però, al mateix temps, és, al seu torn, capital en tant que element diferent del capitalista o sigui quan producció en general. Així, trobarem més endavant que sota el capital se subsumen molts elements que, d'acord amb el seu concepte, no semblen entrar-hi dins. | » |

### El Tipus de capital en el sistema marxista
Les categories marxianes del capital se subdivideixen de la següent manera, i totes depenen de la seva teoria del valor-treball:
- El capital variable, oposat a capital constant: és el que es canvia per treball, és a dir l'invertit en salaris als treballadors, amb el qual es retribueix el valor de la força de treball. Es diu variable perquè, en ser el treball humà l'únic bé econòmic que crea més valor que la seva pròpia despesa, "varia" el valor del producte final, és a dir, el valor de la força de treball es "trasllada" al valor del bé produït, però a més li suma a aquest valor un excedent anomenat plusvalor.
- El capital constant, oposat a capital variable: és la inversió en matèries primeres i maquinàries que s'usen en la producció. Inclou el capital fix. Es denomina així perquè el valor de canvi d'aquests béns es manté constant en el producte final, és a dir, el seu valor es "trasllada" al valor del ben produït.
- La composició orgànica del capital: és la relació o proporció entre el capital constant i el capital variable.
- El capital circulant o capital de rotació, oposat a capital fix: és l'invertit en elements que es transformaran en el curs de la producció; i canvia successivament de forma, sent matèries primeres, productes elaborats, numerari, crèdits, força de treball, etc. Es consumeixen en cada producció de béns i han de ser reposats constantment. Inclou el capital variable.
- El capital fix, oposat a capital circulant: els immobles, les instal·lacions i les maquinàries, amb caràcter permanent, a la producció. No són consumits per cada bé produït, sinó que posseeixen un desgast progressiu i tard o d'hora han de ser reemplaçats.

## L'economia política
L'economia política és una ciència social que fa una anàlisi científica social del capitalisme. Parteix de la base que la política i l'economia estan interrelacionades i no són divisibles. Per tant, la ciència econòmica ha de tractar ambdós temes en conjunt.
El capital és un concepte econòmic clau que està definit de manera diferent en la teoria neoclàssica i en la marxista i clàssica.
Dins l'anàlisi del capitalisme que fa l'economia política, el capital s'ubica com estructura de poder. Per uns és entès com un actor i aglomeració de recursos, mentre que per uns altres és entès com a relació social.
Pels economistes neoclàssics, que separen l'economia de l'anàlisi política, el capital és un recurs que és mesurable —ja que té un determinat preu—, abasta el diner, els béns, immobles i el mateix saber, definit com a capital humà. Pels neoclàssics, aquell que disposa d'un bé esdevé capitalista encara que aquest capital no generi valor; per contra, l'economia política clàssica requereix que aquest capital generi valor. Així, a tall d'exemple, quan hom acumula diner sota una rajola podrà tenir un tresor, però no generà cap valor. Pels neoclàssics aquesta persona esdevé un capitalista, mentre que dins la concepció clàssica i marxista és un tresorer.
Pel marxisme, el capital és un dret sobre el guany, que només pot existir en una societat que separa els treballadors dels amos dels mitjans de producció. El capital produeix una societat amb relacions socials, que repercuteixen sobre la mateixa societat, en tant que educa la gent per obrar empresarialment, per comprar i vendre contínuament, encara que sigui únicament la mateixa força de treball. Aquestes estructures produïdes col·loquen a les persones en un segon terme, enfrontades les unes amb les altres com a servents, en una posició aparentment immodificable. El món es presenta així amb una poderosa objectivitat a la qual tots s'han de sotmetre. Com un conjunt d'individus optimitzadors, per als quals els altres individus són mers objectes d'intercanvi. Tots els actors socials són caracteritzats a través del capital, la seva posició en la societat es constitueix per mitjà del capital. Així, per exemple, els professors són convertits pel social-liberalisme en empresaris de les ciències, en assistents socials empresaris i en mestres productors de capital humà.
En la tradició marxista es diferencia entre el capital productiu i el fictici. El primer designa béns tangibles —com ara màquines, immobles, etc.—, mentre que el segon indica drets capitalitzats sobre futurs guanys. Un exemple típic de capital fictici són, d'alguna manera, les accions. El procés d'acumulació pot efectuar-se en forma real —per construcció de capacitats productives materials— o fictici —per augment del valor del capital financer. L'acumulació fictícia sovint guanya dinàmica, quan el benefici en l'àrea del capital productiu és baix. Sovint, els rumors especulatius durant una crisi poden desembocar en la devaluació del capital fictici. L'acumulació fictícia i productiva estan indirectament relacionades. En la tradició postkeynesiana es designa el capital productiu com a real i el fictici com a capital financer.

### El capital i el poder econòmic
El capital és intrínsecament lligat a qui ostenta els drets de propietat.
En el capitalisme, els capitalistes, com a propietaris dels mitjans de producció, s'enfronten als no propietaris: els treballadors. El capital crea poder econòmic, un poder que es pot exercir mitjançant la disposició dels recursos. Els propietaris dels mitjans de producció decideixen què produir i a qui emprar —donar feina. A través de les seves decisions d'inversió poden, en bona part, fixar el rumb del desenvolupament social. Alhora que la gamma de béns que els capitalistes poden consumir és molt més àmplia que la dels no propietaris.
El domini capitalista se centra en els processos de producció, en què una part de la societat disposa dels mitjans de producció i l'altra no. L'essència del poder en el capitalisme resideix en subjectes jurídicament lliures per a utilitzar la riquesa pròpia acumulada i com a homes i dones lliures es veuen obligats, per atendre les seves necessitats materials, a sotmetre's al poder econòmic. El capital com a relació social reuneix els amos dels diners a la força de treball en els processos de producció —ja sigui a les fàbriques, les plantacions, etc..

## La capitalització
La capitalització borsària és un terme financer que fa referència al valor conjunt de totes les accions comunes, cotitzacions o posades a la borsa per una societat anònima. El valor total es deriva de la multiplicació de la quantitat total d'accions comunes en el mercat pel preu al moment de la cotització. Aquesta capitalització ens diu quant patrimoni d'una empresa està disponible per a la compra i venda activa en la borsa; sens dubte, també reflecteix el grau d'èxit de l'empresa. Com més gran sigui la capitalització, l'empresa tindrà més capital amb què treballar.
La capitalització d'una empresa no és fixa i fluctua a totes hores, minuts i segons. Pot ésser afectada de moltes maneres, i una d'elles és el preu de cotització, que és influïda per com de bé o malament estiguin les operacions de l'empresa. Una altra forma que pot canviar és si la junta directiva de l'empresa autoritza més accions per ser cotitzades a la borsa o també, però no la darrera, és que la companyia tingui bons convertibles que hagin estat convertides en accions comunes; aquests últims dilueixen el preu de l'acció i, per tant, canvia la capitalització borsària esmentada.

### La capitalització simple
La capitalització simple és un tipus de capitalització de recursos financers que es caracteritza pel fet que la variació que pateix el capital no és acumulativa. Els interessos que es generen en cada període no s'agreguen al capital per al càlcul dels nous interessos del següent període. D'aquesta manera, els interessos generats en cadascun dels períodes seran iguals.

### La capitalització composta
La capitalització composta en oposició a la simple és un tipus de capitalització de recursos financers que es caracteritza pel fet que la variació que pateix el capital és acumulativa. Els interessos que es generen en cada període s'agreguen al capital per al càlcul dels nous interessos del següent període. D'aquesta manera, els interessos generats en cadascun dels períodes augmenten exponencialment.
Es diu també que la capitalització constitueix un mitjà de finançament per a les empreses, mitjançant la injecció de capital per poder desenvolupar els seus projectes; sobre això hi ha dues opcions que tenen les empreses: d'una banda, el finançament propi i per altra, el finançament extern, on novament es troba amb dues opcions: d'una banda, la possibilitat de recórrer al mercat creditici i, per tant, sol·licitar un préstec de consum a un banc (sense perjudici del cost d'oportunitat), i, de l'altra, dirigir-se al mercat de capitals, és a dir, emetre valors (siguis accions o bons, o sigui, títols de crèdit o títols de deute), mitjançant l'emissió d'aquests valors que es vendran en el mercat, l'empresa està capitalitzant.
També existeix com a mitjà de capitalització per a les societats anònimes en fonamental, l'opció de capitalitzar les utilitats, consultant la junta d'accionistes si prefereix que els seus dividends siguin pagats o siguin aportats al capital de la societat.
La llei de capitalització simple es fa servir sovint per a operacions a curt termini, és a dir, menors a un any. Per terminis superiors, se sol utilitzar la capitalització composta.